# Ona de Bloch

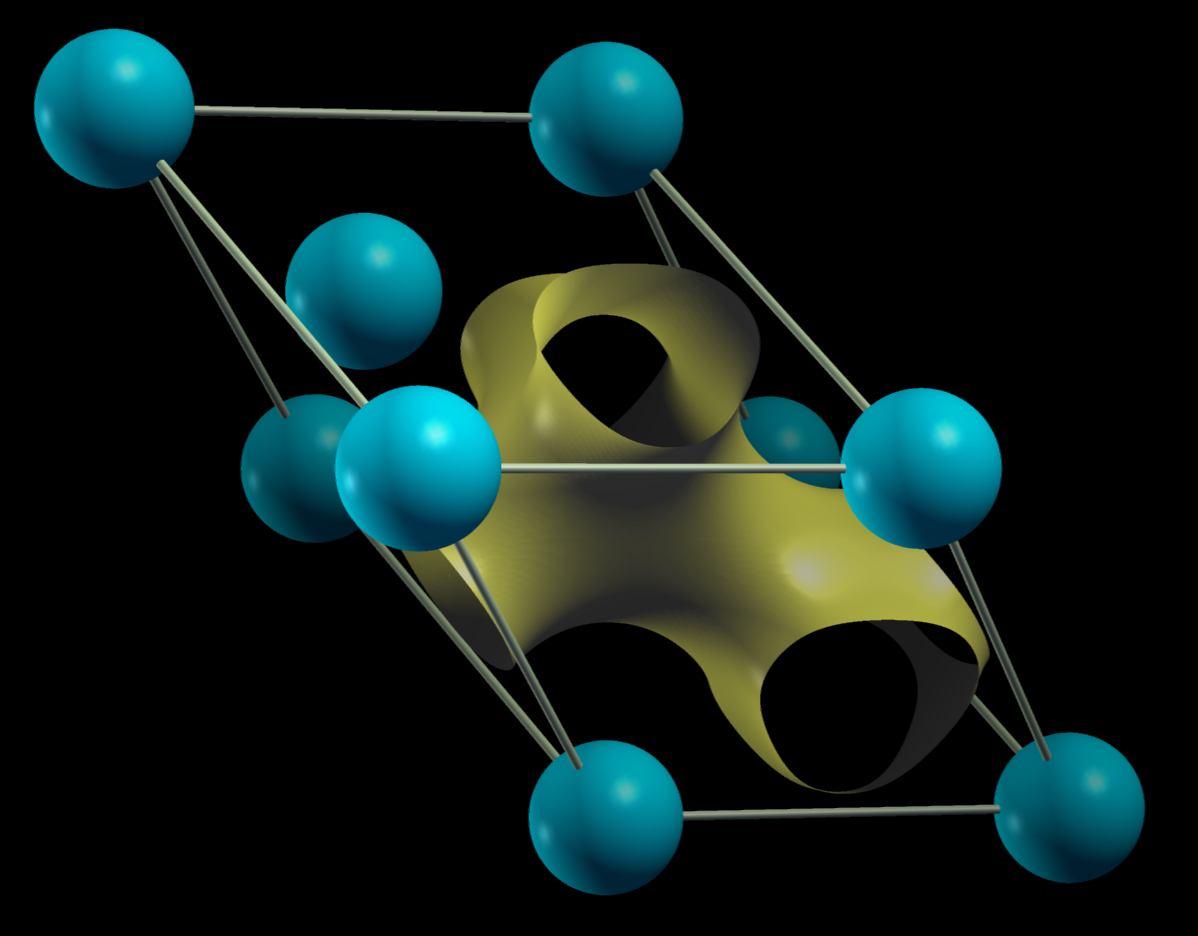
Equipotencial de l'ona de Bloch en un entramat de silici

Una ona de Bloch o estat de Bloch (anomenat en honor de Felix Bloch) és la funció d'ona d'una partícula (normalment un electró) col·locada en un potencial periòdic. El teorema de Bloch postula que l'autofunció d'energia de tal sistema es pot escriure com el producte d'una funció d'ona plana i una funció periòdica (funció periòdica de Bloch) {\displaystyle \,u_{n\mathbf {k} }(r)} que té la mateixa periodicitat que el potencial:
{\displaystyle \psi _{n\mathbf {k} }(\mathbf {r} )=e^{i\mathbf {k} \cdot \mathbf {r} }u_{n\mathbf {k} }(\mathbf {r} )}
Els autovalors d'energia corresponents són ϵn(k) = ϵn(k + K), periòdic amb una periodicitat K d'un vector de xarxa recíproca. Les energies associades amb l'índex n varien contínuament amb el vector d'ona k i formen una banda d'energia identificada per un índex de banda n. Els autovalors per una n donada són periòdics en k; tots els valors diferents de ϵn(k) ocorren per k-valors dins de la primera zona de Brillouin de la xarxa recíproca.
De fet, el teorema de Bloch és una conseqüència directa de la simetria translacional dels cristalls, la qual cosa significa que el cristall és invariant sota un moviment translacional {\displaystyle \mathbf {r} \!} de la forma {\displaystyle \sum _{i=1}^{3}n_{i}\mathbf {a_{i}} \!}, on {\displaystyle n_{i}\!} són enters i {\displaystyle \mathbf {a_{i}} \!} són els vectors de xarxa primitius. Si {\displaystyle {\hat {T}}_{\mathbf {r} }\!} denota l'operació de translació que pot ser aplicada a una funció d'ona en la direcció de la forma {\displaystyle \sum _{i=1}^{3}n_{i}\mathbf {a_{i}} \!}, on {\displaystyle n_{i}\!} són enters, es pot veure que l'operació forma un grup amb la mateixa llei de combinació que {\displaystyle \mathbf {r} \!}. Com que el sistema cristal·lí –i, per tant, el seu hamiltonià– és invariant després de tals translacions, l'operador de translació ha de ser commutatiu amb l'operador hamiltonià, per la qual cosa poden ser diagonalitzats simultàniament. D'aquesta manera, cada funció pròpia del hamiltonià pot ser una funció pròpia de l'operador de translació. Per mantenir la funció d'ona normalitzada de manera correcta, l'autovalor per a l'operador de translació ha de ser de la forma {\displaystyle e^{i\theta (\mathbf {r} )}\!}, on {\displaystyle \theta (\mathbf {r} )\!} és una funció del vector de translació {\displaystyle \mathbf {r} \!}. Aplicant aquestes dues translacions {\displaystyle \mathbf {r_{1}} \!} i {\displaystyle \mathbf {r_{2}} \!} consecutivament a una funció d'ona, es pot mostrar {\displaystyle \theta (\mathbf {r_{1}} +\mathbf {r_{2}} )=\theta (\mathbf {r_{1}} )+\theta (\mathbf {r_{2}} )\!}. Per tant, la funció {\displaystyle \theta \!} es pot escriure com el producte escalar dels vectors de translació {\displaystyle \mathbf {r} \!} i un vector {\displaystyle \mathbf {k} \!} a causa de la linealitat de {\displaystyle \theta \!}. En aquesta línia s'ha deduït que una funció pròpia de l'operador hamiltonià d'un sistema amb simetria translacional discreta (tal com un cristall) és sempre una funció pròpia dels operadors de translació discrets simètrics {\displaystyle {\hat {T}}_{\mathbf {r} }\!} amb l'autovalor {\displaystyle e^{i\mathbf {k} \cdot \mathbf {r} }\!}. En altres paraules, cada autovalor del hamiltonià forma la base per una representació unidimensional del grup d'operacions de translació especificades per la xarxa de Bravais i el vector {\displaystyle \mathbf {k} \!} es pot considerar una etiqueta per la representació irreductible.